# Hockey Champions Trophy
L'Hockey Champions Trophy è la massima manifestazione mondiale annuale di hockey su prato.
Organizzata dall'International Hockey Federation, è attiva dal 1978 per i maschi, mentre il torneo femminile nacque nel 1987. È stata fondata dal pakistano Nur Khan e vi partecipano le squadre al top del ranking mondiale in un girone all'italiana.
Si qualificano sei squadre al campionato (anche se nella prima edizione ce n'erano cinque, nella seconda sette e nel 1987 ce n'erano otto). Nell'anno che segue le Olimpiadi o i Mondiali le sei squadre sono la squadra ospite, la detentrice del titolo, il campione del mondo e le squadre piazzatesi in posizione migliore nell'ultimo Mondiale o Olimpiade.
L'ultima classificata nel torneo viene retrocessa nel Champions Challenge e rimpiazzata dalla vincitrice del Challenge stesso, competizione fondata nel 2001 che rappresenta in pratica il "Champions Trophy" delle squadre di seconda fascia.

## Edizioni

### Maschile
| Anno | Sede            | Finale         | Finale                  | Finale         | Terzo Posto    | Terzo Posto      | Terzo Posto      |
| Anno | Sede            | Campione       | Risultato               | Seconda        | Terza          | Risultato        | Quarta           |
| ---- | --------------- | -------------- | ----------------------- | -------------- | -------------- | ---------------- | ---------------- |
| 1978 | Lahore          | Pakistan       |                         | Australia      | Gran Bretagna  |                  | Nuova Zelanda    |
| 1980 | Karachi         | Pakistan       |                         | Germania Ovest | Australia      |                  | Paesi Bassi      |
| 1981 | Karachi         | Paesi Bassi    |                         | Australia      | Germania Ovest |                  | Pakistan         |
| 1982 | Amstelveen      | Paesi Bassi    |                         | Australia      | India          |                  | Pakistan         |
| 1983 | Karachi         | Australia      |                         | Pakistan       | Germania Ovest |                  | India            |
| 1984 | Karachi         | Australia      |                         | Pakistan       | Gran Bretagna  |                  | Paesi Bassi      |
| 1985 | Perth           | Australia      |                         | Gran Bretagna  | Germania Ovest |                  | Pakistan         |
| 1986 | Karachi         | Germania Ovest |                         | Australia      | Pakistan       |                  | Gran Bretagna    |
| 1987 | Amstelveen      | Germania Ovest |                         | Paesi Bassi    | Australia      |                  | Gran Bretagna    |
| 1988 | Lahore          | Germania Ovest |                         | Pakistan       | Australia      |                  | Unione Sovietica |
| 1989 | Berlino         | Australia      |                         | Paesi Bassi    | Germania Ovest |                  | Pakistan         |
| 1990 | Melbourne       | Australia      |                         | Paesi Bassi    | Germania       |                  | Pakistan         |
| 1991 | Berlino         | Germania       |                         | Pakistan       | Paesi Bassi    |                  | Australia        |
| 1992 | Karachi         | Germania       | 4–0                     | Australia      | Pakistan       | 2–1              | Paesi Bassi      |
| 1993 | Kuala Lumpur    | Australia      | 4–0                     | Germania       | Paesi Bassi    | 6–2              | Pakistan         |
| 1994 | Lahore          | Pakistan       | 2–2 (7–6) rigori        | Germania       | Paesi Bassi    | 2–2 (9–8) rigori | Australia        |
| 1995 | Berlino         | Germania       | 2–2 (4–2) rigori        | Australia      | Pakistan       | 2–1              | Paesi Bassi      |
| 1996 | Madras          | Paesi Bassi    | 3–2                     | Pakistan       | Germania       | 5–0              | India            |
| 1997 | Adelaide        | Germania       | 3–2 tempi supplementari | Australia      | Spagna         | 2–1              | Paesi Bassi      |
| 1998 | Lahore          | Paesi Bassi    | 3–1                     | Pakistan       | Australia      | 1–1 (8–7) rigori | Corea del Sud    |
| 1999 | Brisbane        | Australia      | 3–1                     | Corea del Sud  | Paesi Bassi    | 5–2              | Spagna           |
| 2000 | Amstelveen      | Paesi Bassi    | 2–1 tempi supplementari | Germania       | Corea del Sud  | 3–0              | Spagna           |
| 2001 | Rotterdam       | Germania       | 2–1                     | Australia      | Paesi Bassi    | 5–2              | Pakistan         |
| 2002 | Colonia         | Paesi Bassi    | 0–0 (3–2) rigori        | Germania       | Pakistan       | 4–3              | India            |
| 2003 | Amstelveen      | Paesi Bassi    | 4–2                     | Australia      | Pakistan       | 4–3              | India            |
| 2004 | Lahore          | Spagna         | 4–2                     | Paesi Bassi    | Pakistan       | 3–2              | India            |
| 2005 | Chennai         | Australia      | 3–1                     | Paesi Bassi    | Spagna         | 5–2              | Germania         |
| 2006 | Terrassa        | Paesi Bassi    | 2–1                     | Germania       | Spagna         | 2–2 (5–4) rigori | Australia        |
| 2007 | Kuala Lumpur    | Germania       | 1–0                     | Australia      | Paesi Bassi    | 3–2              | Corea del Sud    |
| 2008 | Rotterdam       | Australia      | 4–1                     | Spagna         | Argentina      | 2–2 (5–3) rigori | Paesi Bassi      |
| 2009 | Melbourne       | Australia      | 5-3                     | Germania       | Corea del Sud  | 4-2              | Paesi Bassi      |
| 2010 | Mönchengladbach | Australia      | 4-0                     | Inghilterra    | Paesi Bassi    | 4–1              | Germania         |
| 2011 | Auckland        | Australia      | 1-0                     | Spagna         | Paesi Bassi    | 5-3              | Nuova Zelanda    |
| 2012 | Melbourne       | Australia      | 2-1 dts                 | Paesi Bassi    | Pakistan       | 3-2              | India            |
| 2014 | Bhubaneswar     | Germania       | 2-0                     | Pakistan       | Australia      | 2-1              | India            |
| 2016 | Londra          | Australia      | 0-0 (3–1) rigori        | India          | Germania       | 1-0              | Regno Unito      |
| 2018 | Breda           | Australia      | 0-0 (3–1) rigori        | India          | Paesi Bassi    | 2-0              | Argentina        |

### Femminile
| Anno | Paese ospitante      | Finale        | Finale                  | Finale        | Terzo Posto    | Terzo Posto             | Terzo Posto   |
| Anno | Paese ospitante      | Campione      | Risultato               | Seconda       | Terza          | Risultato               | Quarta        |
| ---- | -------------------- | ------------- | ----------------------- | ------------- | -------------- | ----------------------- | ------------- |
| 1987 | Amstelveen           | Paesi Bassi   |                         | Australia     | Corea del Sud  |                         | Canada        |
| 1989 | Francoforte sul Meno | Corea del Sud |                         | Australia     | Germania Ovest |                         | Gran Bretagna |
| 1991 | Berlino              | Australia     |                         | Germania      | Paesi Bassi    |                         | Spagna        |
| 1993 | Amstelveen           | Australia     | 1–1 (4–2) rigori        | Paesi Bassi   | Germania       | 2–0                     | Corea del Sud |
| 1995 | Mar del Plata        | Australia     | 1–1 (4–3) rigori        | Corea del Sud | Stati Uniti    | 0–0 (4–1) rigori        | Germania      |
| 1997 | Berlino              | Australia     | 2–1 tempi supplementari | Germania      | Paesi Bassi    | 5–2                     | Corea del Sud |
| 1999 | Brisbane             | Australia     | 3–2                     | Paesi Bassi   | Germania       | 1–0                     | Argentina     |
| 2000 | Amstelveen           | Paesi Bassi   | 3–2                     | Germania      | Australia      | 1–0                     | Argentina     |
| 2001 | Amstelveen           | Argentina     | 3–2                     | Paesi Bassi   | Australia      | 2–1 tempi supplementari | Cina          |
| 2002 | Macao                | Cina          | 2–2 (3–1) rigori        | Argentina     | Paesi Bassi    | 4–3 tempi supplementari | Australia     |
| 2003 | Sydney               | Australia     | 3–2                     | Cina          | Paesi Bassi    | 3–2                     | Argentina     |
| 2004 | Rosario              | Paesi Bassi   | 2–0                     | Germania      | Argentina      | 3–2                     | Australia     |
| 2005 | Canberra             | Paesi Bassi   | 0–0 (5–4) rigori        | Australia     | Cina           | 2–2 (9–8) rigori        | Argentina     |
| 2006 | Amstelveen           | Germania      | 3–2                     | Cina          | Paesi Bassi    | 1–1 (4–1) rigori        | Argentina     |
| 2007 | Quilmes              | Paesi Bassi   | 1–0                     | Argentina     | Germania       | 2–0                     | Australia     |
| 2008 | Mönchengladbach      | Argentina     | 6–2                     | Germania      | Paesi Bassi    | 3–0                     | Cina          |
| 2009 | Sydney               | Argentina     | 0–0 (4–3) rigori        | Australia     | Paesi Bassi    | 5-2                     | Germania      |
| 2010 | Nottingham           | Argentina     | 4–2                     | Paesi Bassi   | Inghilterra    | 2–1                     | Germania      |
| 2011 | Amstelveen           | Paesi Bassi   | 3–3 (3–2) rigori        | Argentina     | Nuova Zelanda  | 3-2                     | Corea del Sud |
| 2012 | Rosario              | Argentina     | 1-0                     | Gran Bretagna | Paesi Bassi    | 5-4                     | Germania      |
| 2014 | Mendoza              | Argentina     | 1–1 (3–1) rigori        | Australia     | Paesi Bassi    | 2-1                     | Nuova Zelanda |
| 2016 | Londra               | Argentina     | 2-1                     | Paesi Bassi   | Stati Uniti    | 2-2 (1–0) rigori        | Australia     |
| 2018 | Changzhou            | Paesi Bassi   | 5-1                     | Australia     | Argentina      | 6-0                     | Cina          |